# Евандро Гоебел
Евандро Гоебел (порт. Evandro Goebel; Блуменау, 23. август 1986) је бразилски фудбалер, који игра на позицији офанзивног везног играча.
Након играња у родном Бразилу, Евандро је у децембру 2010. прешао у Црвену звезду. Током боравка у београдском клубу, Евандро је у јулу 2011. добио и српско држављанство. Играо је за Црвену звезду 20 месеци, и током тог периода је освојио један трофеј, Куп Србије за сезону 2011/12. Након одласка из Црвене звезде, Евандро је наступао у Португалији за Есторил и Порто, затим у Енглеској за Хал сити да би од 2019. поново заиграо у Бразилу.
Са репрезентацијом Бразила до 20 година је заузео треће место на Светском првенству одржаном 2005. године у Холандији.

## Каријера

### Бразил
Евандро је у млађим категоријама играо за Атлетико Паранаинсе. Први сениорски наступ је имао 10. фебруара 2005, на утакмици државног првенства Паране, између његовог Атлетико Паранаинсеа и Малутрома (3:1). Први гол за Атлетико Паранаинсе је постигао 1. јуна 2005, на домаћем терену, на утакмици против Сантоса у Купу Либертадорес, која је завршена резултатом 3:2.
Као играч Атлетико Паранаинсеа, Евандро је између 2008. и 2010. године био на позајмицама у бразилским клубовима Гојасу, Палмеирасу, Атлетико Минеиру и Виторији.

### Црвена звезда
Сезона 2010/11.
У децембру 2010, Евандро потписује троипогодишњи уговор са Црвеном звездом. Званични деби је имао на отварању пролећног дела такмичарске 2010/11. у Суперлиги Србије, када је одиграо свих 90. минута у победи 1:0 над Смедеревом на Маракани. Одиграо је и свих 90. минута у наредном 17. колу против Инђије, а у 18. колу је постигао свој први гол, када је Звезда резултатом 2:0 славила на гостовању Јагодини.
У наредном 19. колу, на Маракани је гостовала екипа БСК Борче, а Евандро је постигао два гола у победи свог тима од 4:1. До краја пролећног дела шампионата, Евандро је постигао још два гола за Црвену звезду, оба на Маракани, прво у 21. колу против Чукаричког а затим и у 23. колу против ужичке Слободе.
Последњи наступ током пролећног дела шампионата, Евандро је имао 23. априла 2011, на 140. вечитом дербију са Партизаном. На тој утакмици је због повреде изашао из игре већ у 27. минуту. Евандро је због ове повреде морао да иде на једномесечну паузу, па више није ни играо до краја сезоне. И поред тога што је одиграо само девет првенствених утакмица, уз пет постигнутих голова, Евандро је уврштен у идеални тим Суперлиге Србије за сезону 2010/11.
Сезона 2011/12.
На почетку сезоне 2011/12, Евандро је забележио и прве наступе у УЕФА европским такмичењима. Црвена звезда је у 3. колу квалификација за Лигу Европе елиминисала Вентспилс, али је бразилски фудбалер у овом двомечу наступио само на првом мечу у Летонији, када је због повреде изашао из игре на полувремену. У плеј-офу за пласман у групну фазу Лиге Европе, бољи од Црвене звезде је био француски Рен, а Евандро је у овом двомечу наступио на првој утакмици у Београду, док је реванш у Француској пропустио због парних картона.
Током такмичарске 2011/12. у Суперлиги Србије, коју је Звезда завршила на другом месту са 12 бодова иза Партизана, Евандро је на 25 одиграних утакмица постигао осам голова. Први гол је постигао у 2. колу против Јавора на Маракани. Потом је у 9. колу био двоструки стрелац против Новог Пазара, а по један гол је постигао још и Јагодини у 12. колу, Раду у 14. колу, Спартаку у 16. колу, па опет Јавору у 17. колу, да би последњи суперлигашки гол дао у 23. колу против Металца.
Једини трофеј који је Евандро освојио са Црвеном звездом је био Куп Србије за сезону 2011/12. У освајању Купа, Евандро је учествовао са три постигнута гола. Прво је у осмини финала постигао гол са пенала у 96. минуту за победу над Банатом (1:0), затим је у четвртфиналу био стрелац у победи над Смедеревом (4:0), да би и у финалу Купа, против чачанског Борца (2:0), такође постигао један гол.
Сезона 2012/13.
Евандро је почео и сезону 2012/13. у Црвеној звезди. Наступио је на четири утакмице квалификација за Лигу Европе (двомечи са Нафтаном и Омонијом), као и у 2. колу Суперлиге, када је Звезда на Маракани играла нерешено са Радом (2:2). Дан после меча са Радом, тренер Роберт Просинечки је поднео оставку, а већ наредног дана, 21. августа 2012, и Евандро је споразумно раскинуо сарадњу са клубом.
На београдском аеродрому, пред полазак у родни Бразил, Евандро је у изјави за Спортски журнал навео разлог одласка из Црвене звезде.
„Не могу више да играм за Звезду. Одлазим, нема пара. По уговору који смо потписали, он престаје да важи кад се не испуњавају новчане обавезе. Тренирам, играм утакмице, а онда нема пара. Нисам могао више тако, морам да мислим на фамилију. Растајем се са Звездом да би мојим укућанима било боље. Нисам ни на кога љут. Заволео сам Београд и Србију. Заувек ћу памтити навијаче. Играо сам најбоље што сам могао, не мислим да сам био Звездин промашај.“— Евандро Гоебел, 
Евандро је за Црвену звезду у свим такмичењима одиграо 49 утакмица, уз 16 постигнутих голова.

### Есторил
Десет дана након напуштања Црвене звезде, Евандро је потписао уговор са португалским прволигашем Есторилом. Евандро је одмах по доласку заузео место стандардног првотимца. Есторил, клуб са једним од најјефтинијих тимова у лиги, којем су предвиђали борбу за опстанак, је шампионат Португалије завршио на петом месту, па је тако себи обезбедио пласман у квалификације за Лигу Европе. Евандро је у првој сезони у клубу одиграо 25 првенствених мечева, уз три постигнута гола. У јулу 2013. је продужио уговор са клубом на још две године.
У наредној 2013/14. сезони, Евандро је са Есторилом изборио пласман у групну фазу Лиге Европе. Управо је Евандро био један од најзаслужнији за овај успех. Његовим голом, Есторил је у 3. колу квалификација елиминисао израелског представника Хапоел Рамат Ган. Евандро је потом био стрелац и у плејофу за улазак у групну фазу Лигу Европе, када је елиминисан аустријски Пашинг. Наступио је на свих шест утакмице Групе Х, у којој су противници Есторилу били Севиља, Фрајбург и Слован Либерец. У португалском шампионату, Есторил је освајањем четвртог места обезбедио себи директан пласман у групну фазу Лигу Европе. Што се тиче првенствених утакмица, Евандро је на 28 одиграних утакмица постигао 11 голова. Добре партије је пружао против највећих клубова. У оба првенствена сусрета са Портом је био стрелац, а у последњем колу је његовим голом савладан и лисабонски Спортинг.

### Порто
Већ у мају 2014, португалски медији су објавили да је Евандро договорио прелазак у Порто. Званично је постао члан овог клуба од јула 2014. године. Са екипом Порта, Евандро је по први пут у каријери заиграо у групној фази Лиге шампиона. Током прве сезоне у клубу, Евандро је забележио 33 наступа у свим такмичењима, улазећи у игру углавном са клупе за резервне играче. У другој сезони је и даље имао статус резервисте, али уз још мању минутажу. Током првог дела сезоне 2016/17, код новог тренера Нуна Еспирита Санта, Евандро је забележио само четири наступа, од чега ниједан у првенству.

### Хал сити
Дана 13. јануара 2017. године, Евандро је потписао двоипогодишњи уговор са енглеским премијерлигашем Хал ситијем. Већ наредног дана је дебитовао за нови клуб, ушавши на терен у 76. минуту утакмице са Борнмутом у 21. колу Премијер лиге. Први гол за Хал је постигао 29. јануара 2017, у поразу (1:4) од Фулама у четвртој рунди ФА купа. Евандро је одиграо 11 премијерлигашких утакмица за Хал, али је клуб на крају сезоне 2016/17. испао из Премијер лиге.
Евандро је наредне две године са Халом наступао у Чемпионшипу, да би након завршетка сезоне 2018/19, пошто му је истекао уговор, напустио клуб.

### Повратак у Бразил
Дана 1. јула 2019, Евандро је потписао уговор са Сантосом, па се тако након девет година вратио у бразилски фудбал. На почетку свог боравка у Сантосу, Евандро је био стандардан, али се његов статус променио када је у децембру 2019. клуб преузео португалски тренер Жезуалдо Фереира који га је избацио из стартне поставе.
У јуну 2020, Сантос је саопштио да неће продужити уговор са Евандром. Бразилски клуб је имао опцију да Евандров уговор продужи за још шест месеци али је решио да је не искористи. Евандро је за Сантос одиграо 23 утакмице, 16 као стартер и седам улазећи са клупе. Постигао је и један гол у том периоду.
У септембру 2020. је потписао уговор са Шапекоенсеом, чланом бразилске Серије Б.

## Успеси

### Клупски
Атлетико Паранаинсе
- Лига Паранаинсе (1) : 2005

Црвена звезда
- Куп Србије (1) : 2011/12.

### Репрезентативни
- Светско првенство до 20 година : треће место 2005.

### Појединачни
- Тим сезоне Суперлиге Србије (1): 2010/11,